# Scinax melloi
Scinax melloi és una espècie de granota de la família dels hílids. Viu de forma endèmica al Brasil, només des del Parc Nacional de Serra dos Órgãos al sud-est del Brasil, a uns 1.200 m d'altitud. No s'han descobert exemplars fora de la zona, tot i que podria tenir una distribució més àmplia del que es coneix actualment. És molt comú dins de la seva zona tan petita. El seu hàbitat natural són en la vegetació prop de les masses d'aigua a les clarianes de bosc primari i secundari, però no s'ha registrat fora dels boscos. Es reprodueix en bromelies, i les larves es desenvolupen a dins. Es tracta d'una espècie terrestre i d'aigua dolça. No hi ha cap amenaça significativa per a la supervivència d'aquesta espècie al seu hàbitat en l'actualitat, tot i que si es comprova que es reprodueixin fora de la seva àrea de distribució coneguda dins d'una àrea protegida, es veuria amenaçada per la pèrdua o degradació de l'hàbitat.